# Bengas
Os Bengas são um grupo étnico banto que habita regiões da Guiné Equatorial e o do Gabão.